# 多尔夫·范德福尔特范泽普
多尔夫·范德福尔特范泽普（荷蘭語：Dolf van der Voort van Zijp，1892年9月1日—1978年3月8日），荷兰男子马术运动员。他曾代表荷兰参加1924年和1928年夏季奥林匹克运动会马术比赛，获得三枚金牌。